# Neoperla dorsispina
Neoperla dorsispina är en bäcksländeart som beskrevs av Yang, D. och C. Yang 1996. Neoperla dorsispina ingår i släktet Neoperla och familjen jättebäcksländor. Inga underarter finns listade i Catalogue of Life.